# Lie Zi
Cette page contient des caractères spéciaux ou non latins. S’ils s’affichent mal (▯, ?, etc.), consultez la page d’aide Unicode.
Le  Lie Zi  (chinois : 《列子》 ; pinyin : Lièzi ; Wade : Lieh-tzu) également appelé   classique du vide parfait  《冲虚经》 / 《沖虛經》, chōngxū jīng ou encore  Vrai classique du vide parfait  《冲虚真经》, 《沖虛真經》, chōngxū zhēnjīng est un recueil de fables philosophiques et d’aphorismes se rattachant en majorité au courant taoïste, mentionné pour la première fois dans le chapitre littérature du Livre des Han et attribué à Lie Yukou (connu aussi par l'appellation Lie Zi), sage cité dans le Zhuangzi (369 à 288 av. J.-C. environ). Liu Xiang, qui en avait découvert dans la bibliothèque impériale un exemplaire en 20 chapitres (réduits à 8 après suppression des doublons), ignorait apparemment tout de l’auteur, et ne put que proposer qu’il avait vécu avant Zhuang Zhou, puisqu’il était mentionné dans son ouvrage. Une partie du Lie Zi présente une grande ressemblance avec certains passages du Zhuangzi, et d’autres parties se retrouvent dans différents livres. Beaucoup pensent que l’ouvrage actuel serait en fait une anthologie composée par celui qui se décrit comme son préfacier, Zhang Zhang, entre les Han et les Jin (on suggère 300 apr. J.-C.). 
Il fut officiellement canonisé le 31 mars 742 (première année de l'ère Tianbao) par l'empereur Xuangzong des Tang sous le nom de Classique de la simplicité et de la vacuité, tandis que son auteur supposé recevait le titre d’Être transcendant. En 1007, l’empereur Zhenzong des Song éleva le titre de l’auteur et allongea le nom de l’ouvrage, qui devint Vrai classique de la simplicité et de la vacuité de la vertu parfaite, d'où son nom français. C’est l'un des trois grands classiques du taoïsme avec le Dao De Jing de Laozi et ce qu'on appelle le Zhuangzi de Zhuangzi.

## Contenu
Le texte du Lie Zi est beaucoup plus accessible que celui de la plupart des autres classiques. On y développe des thèmes comme la valeur du détachement des intérêts sociaux (carrière etc.) et même des émotions (acceptation de la mort sans pathos par ex.), l’aspect illusoire des perceptions, ainsi que la spontanéité, qui permet d’accepter les merveilles de la nature et de l’imagination, en opposition avec le savoir réducteur et étroit des confucéens. Certaines fables visent à présenter des principes d’action efficace. 
On y retrouve en majorité des thèmes développés dans la philosophie taoïste des siècles suivants, mais aussi d’autres rappelant le bouddhisme (chapitres 3 et 6 en particulier), des idéologies contradictoires et des passages qui semblent provenir de sources sans aucun rapport avec le taoïsme. Le chapitre Yang Zhu (楊朱 / 杨朱, yáng zhū), du nom d’un philosophe mentionné par Mencius qui le critique de refuser de « s’arracher ne serait-ce qu'un seul poil dans l'intérêt du pays », se détache particulièrement de l’ensemble par le scepticisme religieux et l’hédonisme qu’il promeut. Le chapitre IV renvoie à Confucius (en dialogue avec certains de ses disciples).    
Deux fables non spécifiquement taoïstes sont particulièrement connues en Chine : Yugong déplace la montagne [avec l’aide de tous les habitants], qui promeut la vertu de l’action commune, parabole largement diffusée du temps de Mao Zedong, et Le mouton perdu qui enseigne l’importance d’utiliser une méthode correcte, aussi bien pour l’étude que pour retrouver un mouton.

## Traductions
- Œuvre de Lie-Tzeu, in Les Pères du système taoïste, Léon Wieger, Imprimerie de Hien-Hien, 1911- 1913 (BNF 39451974) ; réédition, Paris, Cathasia, coll. « Les Humanités d’Extrême-Orient », 1950 (BNF 32385215) ; réédition, Paris, Société d'édition Les Belles Lettres/Cathasia, coll. « Les Humanités d'Extrême-Orient », 1975 (BNF 37559711)
- Le Vrai Classique du vide parfait, traduit, préfacé et annoté par Benedykt Grynpas, Paris, Gallimard, coll. « Connaissance de l'Orient. Série chinoise » no 36, 1961 (BNF 33079575) ; réédition, Paris, Gallimard, coll. « Idées » no 347, 1976  (ISBN 2-07-035347-8) ; réédition in Philosophes taoïstes, vol. I, Paris, Gallimard, coll. « Bibliothèque de la Pléiade » no 283, 1980  (ISBN 978-2-07-010683-7) ; réédition, Paris, Gallimard, coll. « Connaissance de l'Orient, format poche » no 36, 1989  (ISBN 2-07-071787-9) ; réédition, Paris, Gallimard, coll. « Folio essais » no 548, 2011  (ISBN 978-2-07-044135-8)
- Traité du vide parfait, traduit du chinois par Jean-Jacques Lafitte, Paris, Albin Michel, coll. « Spiritualités vivantes » no 149 1997  (ISBN 2-226-09426-1)
- Liezi : le vrai classique de la vertu parfaite du vide harmonieux, éd. bilingue chinois-français, textes traduits et annotés par Fang Sheng, Paris, Librairie You-Feng, 2010  (ISBN 978-2-84279-493-4)
- Les Fables de Maître Lie, traduction par Jean Levi, Saint-Front-sur-Nizonne, Éditions de l'Encyclopédie des Nuisances, 2014  (ISBN 978-2-910386-44-3)